# Долина Свободы
Долина Свободы — посёлок в Красногорском районе Алтайского края. Входит в состав муниципального образования сельское поселение Усть-Ишинский сельсовет.

## История
Основан в 1921 году. В 1926 году выселок Долина Свободы состоял из 9 хозяйств. В национальном составе населения того периода преобладали русские. В административном отношении входил в состав Усть-Ишинского сельсовета Сростинского района Бийского округа Сибирского края.

## Население
| 1926 | 1997 | 1998 | 1999 | 2000 | 2001 | 2002 | 2003 | 2004 |
| ---- | ---- | ---- | ---- | ---- | ---- | ---- | ---- | ---- |
| 59   | ↗84  | →84  | ↘77  | ↘75  | ↘73  | ↘71  | ↘68  | ↘64  |
| 2005 | 2006 | 2007 | 2008 | 2009 | 2010 | 2011 | 2012 | 2013 |
| ↘58  | ↘52  | ↘51  | ↗53  | ↗57  | ↗123 | ↘120 | ↘116 | ↘110 |

Национальный состав
Согласно результатам переписи 2002 года, в национальной структуре населения русские составляли 96 %.

## В искусстве
Посёлок упоминается в фильме В.М. Шукшина "Живёт такой парень". Бабка Марфа, у которой остановился Пашка со своим напарником, рассказывает ему историю о том, как перед войной рядом с Долиной Свободы один шофёр встретил обнажённую девушку, которая попросила его купить белой материи себе на платье; по словам Марфы, это была Смерть.